# Афанасєнков Дмитро Анатолійович
Дмитро Анатолійович Афанасєнков (рос. Дмитрий Анатольевич Афанасенков; 12 травня 1980, м. Архангельськ, СРСР) — російський хокеїст, лівий нападник. 
Вихованець хокейних шкіл «Спартак» (Архангельськ), тренер — Н. Казакевич і «Локомотив» (Ярославль), тренер —  А. Данилов. Виступав за «Локомотив-2» (Ярославль), «Монктон Вайлдкетс» (QMJHL), «Шербрук Кесторс» (QMJHL), «Тампа-Бей Лайтнінг», «Детройт Вайперс» (ІХЛ), «Спрингфілд Фелконс» (АХЛ), «Гранд-Репідс Гріффінс» (АХЛ), ХК «Клотен», «Лада» (Тольятті), «Філадельфія Флайєрс», «Динамо» (Москва), «Локомотив» (Ярославль), «Трактор» (Челябінськ), «Фрібур-Готтерон», «Автомобіліст» (Єкатеринбург), ХК «Гомель». 
В чемпіонатах НХЛ — 227 матчів (27+27), у турнірах Кубка Стенлі — 28 матчів (1+3).
У складі національної збірної Росії провів 22 матчі (5+4); учасник Кубка світу 2004 (2 матчі, 1+1). У складі молодіжної збірної Росії учасник чемпіонату світу 2000.
Студент Архангельського державного педагогічного інституту.
Дружина — Лариса. Донька — Домініка (2004 р.н.), син — Данило (2009).
Досягнення
- Володар Кубка Стенлі (2004)
- Срібний призер чемпіонату Росії (2005)
- Володар Кубка Шпенглера (2008)
- Срібний призер молодіжного чемпіонату світу (2000).